# 张晨龙
张晨龙（1993年4月27日—），是一名中国足球运动员，现被中国足球超级联赛球队广州富力外借至北京人和。

## 俱乐部生涯
2011年，张晨龙进入东莞南城一线队，开始征战2011年中国足球乙级联赛。 但是由于接受心脏手术，他在2011赛季并没有出场，直到2012年5月才回归赛场。2012年5月12日，他在东莞南城2比0击败四川川大的比赛第75分钟替补向嘉驰出场，上演中乙联赛首秀。 2012年5月26日，他在2012年中国足协杯第一轮对阵业余球队淄博星期天的比赛梅开二度，帮助球队3比0击败对手晋级第二轮。 2012赛季，张晨龙在联赛出场13次，全部都是替补出场，并射进1球。
2013年，张晨龙转会加盟中国足球超级联赛球队广州富力。在预备队阵容两个赛季后，他终于在2015年首次进入球队的一线队名单。 2015年5月6日，他在2015年亚足联冠军联赛小组赛最后一轮广州富力已经无缘出线的情况下进入球队对阵武里南联的首发名单，首次代表广州富力出场，最终球队客场0比5不敌对手。